# فیلیپ ترانچانت
فیلیپ ترانچانت (انگلیسی: Philippe Tranchant؛ زادهٔ ۲۳ آوریل ۱۹۵۶) بازیکن فوتبال اهل فرانسه است.
از باشگاه‌هایی که در آن بازی کرده‌است می‌توان به باشگاه فوتبال کان اشاره کرد.